# Balclutha arctica
Balclutha arctica är en insektsart som beskrevs av Bryan Patrick Beirne 1950. Balclutha arctica ingår i släktet Balclutha och familjen dvärgstritar. Inga underarter finns listade i Catalogue of Life.